# باروخ زوكرمان
باروخ زوكرمان هو كاتب ليتواني، ولد في 26 يونيو 1887 في Kuraniec ‏ في روسيا البيضاء، وتوفي في 13 ديسمبر 1970 في القدس في إسرائيل.